# Aulogymnus japonicus
Aulogymnus japonicus är en stekelart som först beskrevs av William Harris Ashmead 1904.  Aulogymnus japonicus ingår i släktet Aulogymnus och familjen finglanssteklar. Inga underarter finns listade.